# Anthony Sloet van Oldruitenborgh (1769-1853)
Anthony Sloet van Oldruitenborgh (Vollenhove, Overijssel, 2 mei 1769 - Den Haag, 10 maart 1853) was een Nederlands edelman en hoveling.

## Levensloop
Anthony behoorde tot de tak Oldruitenborgh van de eeuwenoude en sterk vertakte familie Sloet. Oldruitenborgh is een van de drie takken die teruggaat op Johan Sloet van Tweenijenhuizen (1465-1551).
Hij was een zoon van Arent Sloet (1722-1786) en van barones Johanna van Dedem, die zeven kinderen kregen.
Hij trouwde in 1790 met barones Isabella Antonia Le Vaillant (Zwolle, 29 oktober 1773 - Den Haag, 1848).
Ze hadden vier zoons:
- Arend (1791-1812).
- Jan Willem Anthony  (1792-1863) x barones Jeannette Sloet tot Westerholt (1797-1884).
  - Antoni (1823-1894) x Johanna de Perez (1837-1922).
    - Albert-Willem (1858-1918) x Marie Orban (1859-1945). Hun zoon en hun drie dochters kozen voor de Belgische nationaliteit. Deze familietak is in 1986 uitgedoofd.
- Willem Johan Philip (1796-1873).
- Antoni Henri (1798-1871).

Anthony was prefect van het paleis van de kortstondige koning van Holland, Lodewijk Napoleon Bonaparte.
In Nederlandse teksten staan Anthony Sloet en zijn zoon Jan-Willem vermeld als empirebaron, maar dit wordt niet bevestigd in Franse bronnen, onder meer niet bij Jean Tulard.
In 1809 bezocht de toenmalige Koning van Holland, Lodewijk Napoleon Bonaparte, Vollenhove en overnachtte in havezate Oldruitenborgh. Hij liet als geschenk een fraai servies achter. De kamer waarin hij sliep wordt nog steeds de Koningskamer genoemd.
Na 1814 werd Anthoni lid van de Duitse Orde, die Napoleon had willen opheffen. Hij werd er coadjutor van de grootmeester.
Hij was een van de weinigen die door Willem I van Nederland in zijn hoedanigheid van 'soevereine vorst', in de erfelijke adel werd erkend, met opname op 28 augustus 1814 in de Ridderschap van de provincie Overijssel, Daar kwam in 1819 de titel van baron bij, voor Anthony en al zijn afstammelingen.